# Trichoscelia remipes
Trichoscelia remipes là một loài côn trùng trong họ Mantispidae thuộc bộ Neuroptera. Loài này được Gerstaecker miêu tả năm 1888.